# Marco Büchel (Skirennläufer)
Marco „Büxi“ Büchel (* 4. November 1971 in Walenstadt) ist ein ehemaliger Liechtensteiner Skirennfahrer.

## Biografie
Büchel bestritt im Januar 1991 sein erstes Rennen im Weltcup. Es dauerte sechs Jahre, bis er sich erstmals unter den besten Zehn eines Rennens platzieren konnte. In den Jahren darauf wurde seine Leistung konstanter, und er belegte mehrfach zweite und dritte Plätze.
Bei den Alpinen Skiweltmeisterschaften 1999 in Vail-Beaver Creek wurde er im Riesenslalom hinter dem Norweger Lasse Kjus Vizeweltmeister, wobei er nach dem 1. Lauf noch führte. Obwohl er im November 1998 in Park City Dritter im Riesenslalom geworden war, kam der Medaillengewinn überraschend. Er gewann vier Weltcuprennen. In der Saison 2002/03 erreichte Büchel den zweiten Platz im Super-G-Weltcup. 2006/07 wurde er Zweiter im Abfahrts-Weltcup und erreichte als Siebter sein bestes Ergebnis im Gesamtweltcup.
An Olympischen Winterspielen nahm Büchel sechsmal teil. Seine besten Platzierungen erreichte er 2006 in Turin, als er im Super-G auf Platz sechs und in der Abfahrt auf Platz sieben fuhr. Am 25. November 2006 löste er mit seinem Sieg bei der Abfahrt in Lake Louise Stephan Eberharter als bisher ältesten Sieger eines Weltcup-Rennens ab. Nach seinem Sieg am 18. Januar 2008 in Kitzbühel lag der Rekord bei 36 Jahren und 75 Tagen. Dieser Rekord hielt bis zum 22. Januar 2011, als Didier Cuche die Abfahrt in Kitzbühel gewann.
Am 11. März 2010 fuhr Büchel sein letztes Weltcuprennen. Seit der Saison 2010/11 ist er beim ZDF als Rennanalyst und Co-Kommentator tätig. Bei den Olympischen Spielen 2014 in Sotschi analysierte er in Zusammenarbeit mit dem Moderator Norbert König die alpinen Skiwettbewerbe. Er ist auch über eigentliche Sportübertragungen hinaus als Radio- und Fernsehmoderator tätig.
Der in Balzers aufgewachsene Büchel wurde insgesamt achtmal zum Liechtensteiner Sportler des Jahres gewählt. Er lebt mit seiner Frau Doris in Triesenberg und ist Athletenbotschafter der Entwicklungshilfeorganisation Right to Play. Neben der liechtensteinischen besitzt er auch die schweizerische Staatsbürgerschaft. Bei The Masked Singer Switzerland wurde er als Ameise demaskiert.

## Erfolge

### Olympische Spiele
- Albertville 1992: 36. Super-G
- Lillehammer 1994: 32. Super-G, 40. Abfahrt
- Nagano 1998: 14. Riesenslalom
- Salt Lake City 2002: 13. Super-G, 17. Riesenslalom, 29. Abfahrt
- Turin 2006: 6. Super-G, 7. Abfahrt
- Vancouver 2010: 8. Abfahrt

### Weltmeisterschaften
- Sierra Nevada 1996: 18. Riesenslalom
- Sestriere 1997: 16. Riesenslalom
- Vail/Beaver Creek 1999: 2. Riesenslalom
- St. Anton 2001: 9. Riesenslalom
- St. Moritz 2003: 11. Super-G, 18. Abfahrt, 19. Riesenslalom
- Bormio 2005: 5. Super-G, 25. Abfahrt
- Åre 2007: 10. Super-G, 10. Riesenslalom
- Val-d’Isère 2009: 7. Super-G, 4. Abfahrt

### Juniorenweltmeisterschaften
- Zinal 1990: 35. Riesenslalom

### Weltcupwertungen
| Saison  | Gesamt | Gesamt | Abfahrt | Abfahrt | Super-G | Super-G | Riesenslalom | Riesenslalom | Kombination | Kombination |
| Saison  | Platz  | Punkte | Platz   | Punkte  | Platz   | Punkte  | Platz        | Punkte       | Platz       | Punkte      |
| ------- | ------ | ------ | ------- | ------- | ------- | ------- | ------------ | ------------ | ----------- | ----------- |
| 1996/97 | 110.   | 16     | –       | –       | –       | –       | 39.          | 16           | –           | –           |
| 1997/98 | 39.    | 220    | –       | –       | –       | –       | 10.          | 220          | –           | –           |
| 1998/99 | 34.    | 218    | –       | –       | –       | –       | 9.           | 218          | –           | –           |
| 1999/00 | 21.    | 456    | 51.     | 9       | 14.     | 125     | 6.           | 290          | 14.         | 32          |
| 2000/01 | 14.    | 447    | 46.     | 24      | 11.     | 118     | 6.           | 305          | –           | –           |
| 2001/02 | 66.    | 80     | –       | –       | 22.     | 59      | 36.          | 21           | –           | –           |
| 2002/03 | 23.    | 404    | 27.     | 74      | 2.      | 280     | 45.          | 21           | 14.         | 29          |
| 2003/04 | 46.    | 175    | 25.     | 83      | 21.     | 82      | 47.          | 10           | –           | –           |
| 2004/05 | 11.    | 516    | 10.     | 237     | 8.      | 198     | 22.          | 70           | 20.         | 11          |
| 2005/06 | 10.    | 626    | 4.      | 400     | 17.     | 115     | 19.          | 111          | –           | –           |
| 2006/07 | 7.     | 635    | 2.      | 471     | 8.      | 146     | 35.          | 18           | –           | –           |
| 2007/08 | 19.    | 451    | 10.     | 218     | 7.      | 230     | 58.          | 3            | –           | –           |
| 2008/09 | 31.    | 268    | 14.     | 196     | 17.     | 72      | –            | –            | –           | –           |
| 2009/10 | 26.    | 261    | 9.      | 202     | 24.     | 59      | –            | –            | –           | –           |

### Weltcupsiege
| Datum             | Ort                    | Land        | Disziplin |
| ----------------- | ---------------------- | ----------- | --------- |
| 23. Februar 2003  | Garmisch-Partenkirchen | Deutschland | Super-G   |
| 17. Dezember 2005 | Gröden                 | Italien     | Abfahrt   |
| 25. November 2006 | Lake Louise            | Kanada      | Abfahrt   |
| 18. Januar 2008   | Kitzbühel              | Österreich  | Super-G   |

### Europacup
- 6 Podestplätze, davon 4 Siege

### Nor-Am Cup
- 1 Podestplatz

### Far East Cup
- 4 Podestplätze, davon 1 Sieg

### FIS-Rennen
- 19 Podestplätze, davon 8 Siege

## Weitere Sportarten
Marco Büchel ist Gelegenheits-B.A.S.E. Jumper.